# Matheus Humberto Maximiano
Matheus Humberto Maximiano (sinh ngày 31 tháng 5 năm 1989) là một cầu thủ bóng đá người Brasil.

## Sự nghiệp câu lạc bộ
Matheus Humberto Maximiano đã từng chơi cho Thespakusatsu Gunma.